# Швидкий Вадим Семенович
Вадим Семенович Швидкий  (нар. 29 вересня 1975, Київ) — український оперний та концертній співак (бас).

## Біографія
Народився 29 вересня 1975 року у Києві. Почав співати у дитинстві, у шкільні роки співав у Великому дитячому хорі Держтелерадіо України.
Двоюрідний брат скрипальки Марини Бондас.
Перші професійні кроки зробив під керівництвом Ірини Персанової та Володимира Терехова. 1994–1998 навчання у Національній музичній академії України, класи нар. артиста СССР, проф. 
Миколи Кондратюка (спів)   та Зої Ліхтман (камерний спів). Був солістом Оперної студії при НМАУ («Молода опера»)) [Архівовано 19 квітня 2012 у Wayback Machine.] та  Єврейського камерного театру у Києві.
Від 1998 року мешкає у Німеччині. Концертні та оперні виступи на численних оперних та концертних сценах (зокрема в Україні,Ізраїлі, ФРН, Молдові, Росії). Бере участь у музичних та театральних фестивалях.
Від 2022 року співак є солістом театру Бохумська камерна опера (Kammeroper Bochum).
Член міжнародної спілкі гравців "Що? Дє? Коли?"

## Репертуар

### Оперні партії
- Микола («Наталка-Полтавка» М. Лисенка)
- Султан / Імам («Запорожець за Дунаєм» С. Гулака-Артемовського)
- Фігаро / Граф / Антоніо («Весілля Фігаро» В.-А. Моцарта)
- Тевье / Лазар-Волф («Анатевка або скрипаль на даху» Дж. Бока)
- Гремін / Зарецький / Ротний («Євгеній Онегін» П. Чайковського)
- Данкаїро («Кармен» Ж. Бізе)
- Джим Бой («Гавайська квітка» П. Абрахама)
- Алеко («Алеко» С. Рахманінова)
- Барон Дюфоль («Травіата» Дж. Верді)

Сольні партії у великих кантатно-ораторіальних творах Й. С. Баха, Гебеля (мол.), Моцарта, Брамса, Гайдна, Мендельсона, Хензель, Бернстайна, Запольського та С. Колмановського. У концертному доробку співака велика кількість творів камерної музики XVII—XXI століть. Спеціально для нього написані твори  Д. Запольським, І. Соколовим, С. Колмановським.